# Cosmochthonius concavus
Cosmochthonius concavus är en kvalsterart som beskrevs av Aoki 1994. Cosmochthonius concavus ingår i släktet Cosmochthonius och familjen Cosmochthoniidae. Inga underarter finns listade i Catalogue of Life.